# Palmyra (Nueva York)
Palmyra es un pueblo ubicado en el condado de Wayne en el estado estadounidense de Nueva York. En el año 2000 tenía una población de 7,762 habitantes y una densidad poblacional de 89 personas por km².

## Geografía
Palmyra se encuentra ubicado en las coordenadas 43°03′49″N 77°14′00″O / 43.06361, -77.23333.

## Demografía
Según la Oficina del Censo en 2000 los ingresos medios por hogar en la localidad eran de $45,542, y los ingresos medios por familia eran $54,076. Los hombres tenían unos ingresos medios de $36,631 frente a los $24,083 para las mujeres. La renta per cápita para la localidad era de $19,506. Alrededor del 6.4% de la población estaban por debajo del umbral de pobreza.